# Georges-Hilaire Dupont
Georges-Hilaire Dupont (Virey, 16 november 1919 – Saint-Hilaire-du-Harcouët, 29 januari 2020) was een Frans bisschop van de Rooms-Katholieke Kerk. Hij was lid van de congregatie van de Oblaten van de Onbevlekte Maagd Maria (OMI).

## Biografie
Dupont werd in 1943 tot priester gewijd. In 1964 werd hij tot bisschop gewijd. Door paus Paulus VI werd hij tot bisschop benoemd van het bisdom Pala in Tsjaad. Na 11 jaar ging hij in 1975 met emeritaat. 
Na het overlijden van Albert Malbois in februari 2017 was Dupont de oudste levende Franse bisschop.